# Božena Novotná

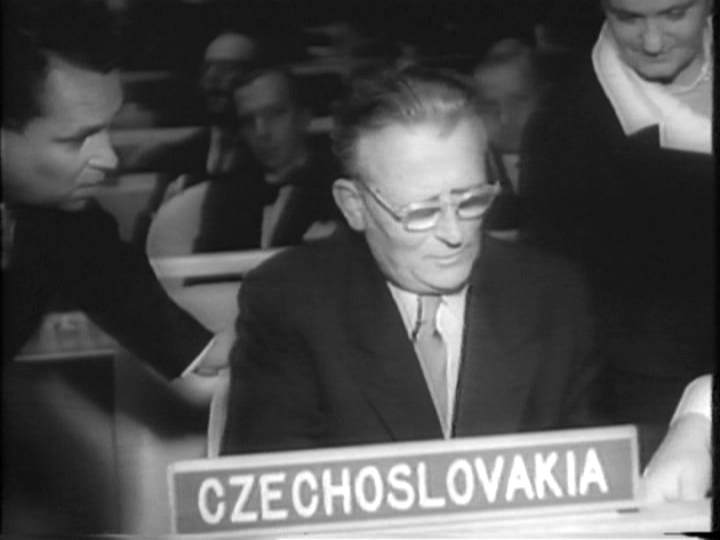
Antonín Novotný na zasedání OSN v roce 1960, Božena Novotná v pravém horním rohu snímku

Božena Novotná, rozená Fridrichová, (26. února 1910 Letňany – 25. dubna 1980 Praha) byla první dáma Československa, manželka šestého československého prezidenta Antonína Novotného.

## Život
Božena Fridrichová se narodila v Letňanech čp. 22 v rodině továrního dělníka Karla Fridricha z Letňan a Barbory, roz. Koubkové ze Sluh u Brandýsa. Dne 7. března byla pokřtěna farářem Josefem Charvátem v kostele sv. Remigia ve farnosti Čakovice. Měla 3 sourozence: dvě sestry a bratra.
Se svým manželem se znala již od dětství, ale citově se sblížili až později. Vzali se v prosinci 1929, v roce 1930 se jim narodil syn Antonín. Novotná trávila ale většinu času doma sama se synem – nejdříve kvůli manželově práci pro Komunistickou stranu Československa, za okupace byl pak uvězněn v koncentračním táboře.
Jako manželka vrcholného politika a později i jako první dáma se necítila dobře a vyhýbala se veřejnému životu. Navíc, protože měli manželé všechno zadarmo a ničemu se zvlášť nevěnovali, nevěděla, co si počít s penězi, které její muž vydělával. Ty pak zůstaly "ležet", velkou část Novotný po konci své kariéry vrátil do stranické pokladny. Byla tajnůstkářská a často manipulovala jinými lidmi, s lidmi se nepřátelila a velmi nerada vystupovala na veřejnosti.
Smrt jejího manžela ji velice zasáhla a zbytek života prožila v ústraní s pocitem ukřivdění po nuceném odchodu svého manžela z politiky. Zemřela 25. dubna 1980 (Pavel Kosatík uvádí 25. červen 1980). Pohřbena byla v rodinném hrobě na hřbitově Malvazinky.

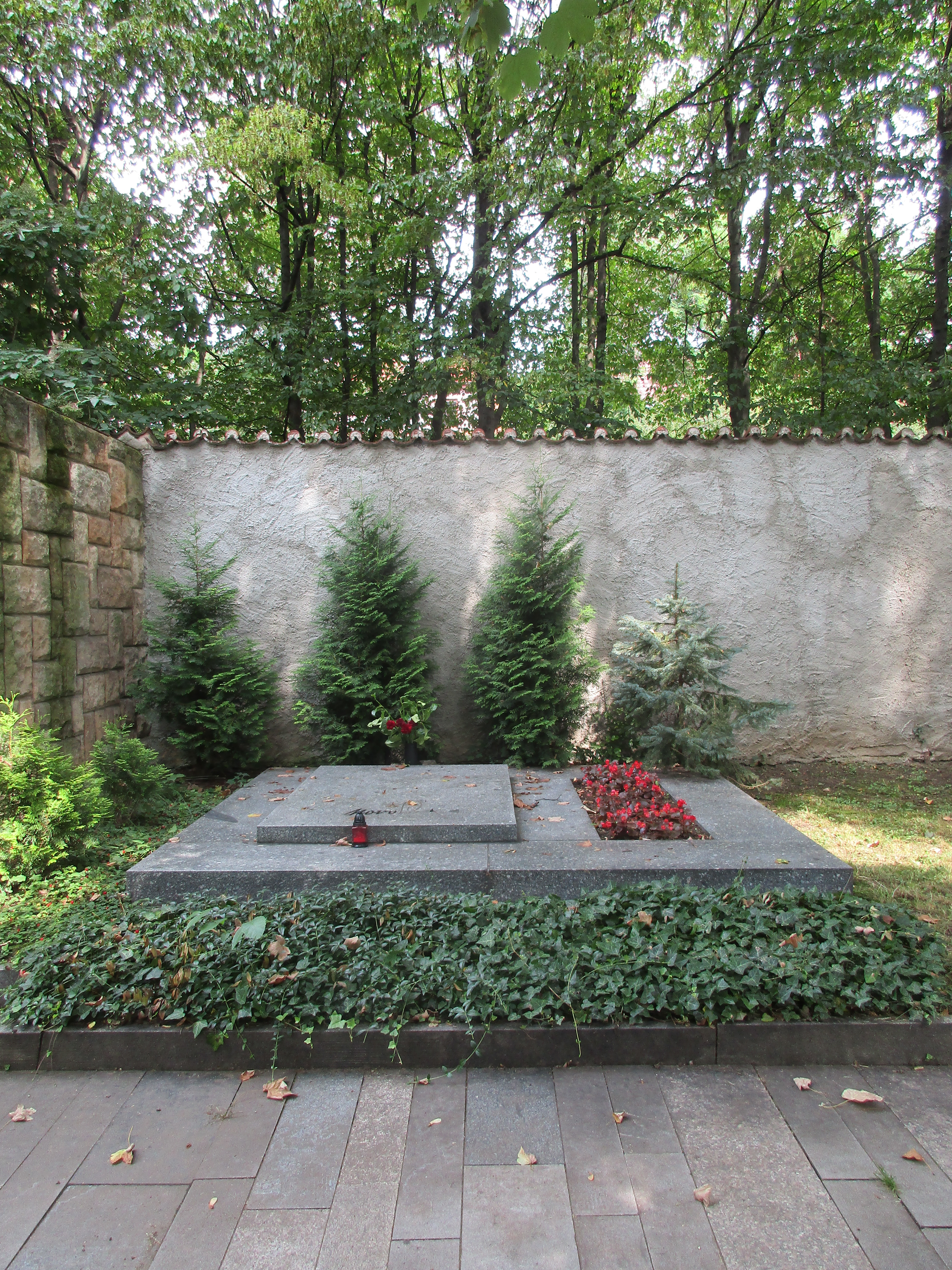
Hrobka rodiny Novotných na hřbitově Malvazinky